# Emiratet Granada
Emiratet Granada (arabiska: إمارة غرﻧﺎﻃﺔ, Imārat Ġarnāṭah), också känt som Nasridkungariket av Granada (spanska: Reino Nazarí de Granada),  bildades 1238 av Muhammad ibn al-Ahmar som grundade den sista muslimska dynastin på Iberiska halvön, nasriderna. Under deras tid blev Granada ett världscentrum för konst, kultur och vetenskap, och palatsområdet Alhambra byggdes ut ytterligare. Emiratet var det sista området på Iberiska halvön som styrdes av morerna. Det motsvarade ungefär de nuvarande spanska provinserna Granada, Almería och Málaga och majoriteten av befolkningen hade Andalusisk arabiska som modersmål. 
Ständiga inbördes strider medförde dock att emiratet försvagades och  minskade i storlek, och mot slutet av sin tillvaro omfattades det endast av huvudstaden Granada och några kringliggande städer. År 1246 måste Granada till sist erkänna Kastiliens överhöghet och var därefter tvungna att erlägga en årlig skatt. År 1481 vägrade emiren att betala skatten och detta gav upphov ett långt krig som slutade med staden Granadas erövring 2 januari 1492 och den siste nasridhärskaren Boabdils flykt. Han flyttade så småningom till Marocko i exil. 